# Илюминатор
 За преместване
Илюминатор още и светлик (на латински: illuminator – осветител) – кръгъл или правоъгълен прозорец в борда на корпуса на кораб, стени на неговите надстройки, рубки или на горната палуба за достъп на светлина и свеж въздух във вътрешните помещения. Илюминатори се наричат и остъклените, обикновено кръгли, прозорци на подводните съдове и летателните апарати. Исторически най-разпространената кръгла форма на илюминатора се обяснява с това, че кръглият отвор най-малко отслабва конструкцията, в която е направен, а също и с по-простото технологическо производство на кръглите детайли (по-рано рамките на илюминаторите се правят от лети месингови заготовки с последваща обработка на струг). Понастоящем широко са разпространени и правоъгълните илюминатори. Илюминаторът, като правило, е херметичен (водонепроницаем). За защита по време на силно вълнение илюминаторът често има метален щормов капак, или на него може да се закрепя подвижен щит.
Вариантите конструкции на корабния илюминатор включват:
- отваряеми и неотваряеми (глухи) илюминатори с остъкляване;
- илюминатори с метален капак;
- илюминатори с кръгло стъкло, въртящи се от електромотор за очистване от водата;
- илюминатори с подгряване за очистване от сняг и лед.